# NGC 1228
NGC 1228 è una lontana e molto vasta galassia lenticolare situata nella costellazione dell'Eridano, a una distanza di circa 490 milioni di anni luce dalla nostra Via Lattea.

## Scoperta
La galassia è stata scoperta nel 1886 dall'astronomo statunitense Francis Leavenworth.

## Descrizione
Con le galassie NGC 1229, NGC 1230 e IC 1892, NGC 1228 forma una catena di galassie incluse nell'Atlas of Peculiar Galaxies di Halton Arp con il codice ARP 332.